# كريستيان مايدانا
كريستيان أوسكار مايدانا (بالإسبانية: Cristian Óscar Maidana)‏ (مواليد 24 يناير 1987) هو لاعب كرة قدم أرجنتيني يلعب كجناح لفريق ديبورتيفو كابياتا الباراغواياني.

## المسيرة الرياضية مع الأندية

### بانفيلد
لعب مايدانا في بدايته الاحترافية لبانفيلد في عام 2006 وسرعان ما أسس نفسه كلاعب أساسي.

### أوروبا
في ديسمبر 2007 توصل النادي الأرجنتيني إلى اتفاق مع سبارتاك موسكو لتحويل مايدانا إلى الجانب الروسي مقابل رسم قدره 3.5 مليون دولار أمريكي.
في 16 يناير 2009 تم إعارته إلى ريكرياتيفو.
في النصف الثاني من الموسم عاد إلى سبارتاك موسكو لكنه أصيب بجروح خطيرة في أول مباراة له بعد عودته وتحديدا في مباراة كأس روسيا ضد نادي موسكو.

### أمريكا الجنوبية
في 14 ديسمبر 2010 تم إعارة مايدانا إلى هوراكان ليعود إلى الأرجنتين.
في منتصف عام 2011 وقع مع نادي رينجرز دي تالكا التشيلي ليجتمع مع غابرييل روث ويقودان الفريق للصعود إلى الدرجة الأولى. في أوائل عام 2012 جدد عقده مع رينجرز لموسمين.
في 19 يوليو 2012 أكد رئيس رينجرز ريتشارد بيني انتقاله إلى أتلانتي إف سي المكسيكي. في 26 يوليو 2012 أكد خوسيه أنطونيو جارسيا المدير التنفيذي لأتلانتي وصوله إلى النادي.
في موسم 2013-2014 عاد مايدانا إلى الأرجنتين للعب مع أرجنتينوس جونيورز.

### فيلادلفيا يونيون
وقع مايدانا مع فيلادلفيا يونيون في الدوري الأمريكي في 15 يناير 2014. كان هدفه الأول هو الفوز بنتيجة 2-1 على سبورتينغ كانساس سيتي في 14 مايو 2014.

### هيوستن دينامو
في 7 ديسمبر 2015 انتقل مايدانا إلى هيوستن دينامو جنباً إلى جنب مع زميله في الفريق أندرو فينغر في مقابل أموال التخصيص.

## المسيرة الرياضية مع المنتخب
لعب مايدانا لأول مرة مع منتخب الأرجنتين تحت 20 سنة في 18 مايو 2006 في دورة تولون الدولية بفوزه 1-0 على الصين. سافر مع منتخب الأرجنتين في كأس العالم 2006 كلاعب إضافي لأغراض التدريب.